# 2720 Pjotr Pervij
A 2720 Pjotr Pervij (ideiglenes jelöléssel 1972 RV3) a Naprendszer kisbolygóövében található aszteroida. Ljudmila Vasziljevna Zsuravljova fedezte fel 1972. szeptember 6-án.